# Aleksandr Nikolaevič Benois
Aleksandr Nikolaevič Benois (in russo Александр Николаевич Бенуа?; San Pietroburgo, 4 maggio 1870 – Parigi, 9 febbraio 1960) è stato un pittore, disegnatore, scrittore e librettista russo di lontane origini francesi, tra i fondatori di Mir iskusstva.

## Biografia
Si ricorda soprattutto il suo contributo al rinnovo nei costumi e nelle scene del teatro.
Fu il regista di un balletto da lui stesso ideato, Le Pavillon d'Armide, rappresentato due anni dopo dai balletti di Sergej Pavlovič Djagilev al loro debutto parigino.
Benois fu uno tra i principali collaboratori di Djagilev, assieme all'altro scenografo Lev Bakst.
Inoltre effettuò una importante attività come storico dell'arte, scrivendo fra l'altro una Storia dell'arte russa nel secolo XIX.
Il figlio, Nicola, scenografo, costumista e pittore emigrò all'estero col padre, e ne seguì l'attività.
Dal 1925, trasferitosi in Italia, lavorò come scenografo nei più  importanti teatri, da Teatro alla Scala di Milano al Teatro dell'Opera di Roma, mettendosi in evidenza per la capacità, talvolta geniale, di coniugare i motivi tradizionali agli elementi innovatori.

## Opere
Decorazioni per i balletti:
- Le Pavillon d'Armide (1890);
- Giselle (1910);
- Petruška (1910);